# Seinen
Seinen [ˈseːnɛn] (jap. 青年, dt. ‚junger Mann‘) bezeichnet eine Kategorie von Manga und Anime. Die Werke der Gattung richten sich an ein junges erwachsenes, vornehmlich männliches Publikum. Das weibliche Gegenstück zu Seinen ist Josei. Manga für jugendliche Jungen werden als Shōnen bezeichnet. Auf Grund des älteren Publikums werden erfolgreiche Manga-Serien der Gattung nicht nur als Anime adaptiert, sondern oft auch als Realfilm umgesetzt.

## Zielgruppe, Inhalte und Stile
Die Zielgruppe sind Männer im Alter von 18 bis 30 Jahren oder bis 40 Jahren. Jedoch richten sich viele Seinen-Werke auch an ältere Männer, wobei der Begriff seltener verwendet wird, je älter das Zielpublikum ist. Die Grenzen der Gattung sind daher im Erwachsenencomic fließend, bis dahin, dass der Begriff auch allgemein für Comics für Erwachsene verwendet wird. Andererseits werden Werke für ein älteres männliches Publikum teilweise auch vom für jüngere Leser bestimmten Seinen abgegrenzt, ohne dass ein Begriff für diese Kategorie genannt wird.
Ihrer Zielgruppe, meist Angestellte und daher Pendler, bieten die Mangas eine Möglichkeit zur Flucht aus dem Alltag oder zur kurzweiligen Unterhaltung während der Pendlerfahrten. Es werden daher berufliche oder fantastische Träume der Leser adressiert, aber ebenso deren Hobbys. Einige der Serien bieten auch durch ihre erfolgreichen, männlichen Idealen entsprechenden Heldenfiguren, wie Samurai, Auftragskiller oder Frauenhelden, Identifikationsfiguren für in ihren Beruf eingespannte junge Erwachsene. Entgegen der erklärten Zielgruppe der Gattung ist jedoch auch davon auszugehen, dass ein Drittel der Leser Frauen sind. Die typischen, an ein männliches Publikum gerichteten Merkmale der Gattung verhindern nicht, dass eine Seinen-Serie auf anderen Ebene andere Zielgruppen ansprechen kann.
Inhaltlich umfassen Seinen-Werke ein weites Spektrum und sind nicht auf einzelne Genre einzugrenzen. Ein großer Anteil der Geschichten beschäftigt sich mit dem Alltag spezieller Berufe. So ist das Manga- und Anime-spezifische Genre Gourmet, in dem es um Kochen und Essen geht, stark vertreten. Auch Sport-Serien und solche über Hobbys sind üblich. Zugleich ist Action ein wichtiges Element der Handlung. Daneben gibt es Serien und Magazine, die viel Action und Erotik bieten sowie Kriminalgeschichten, historische Stoffe, Dramen und Thematisierung gesellschaftlicher Probleme. Im Bereich romantisch-erotischer Geschichten ist das Harem-Genre beliebt, in dem mehrere Frauen sich um den eher unauffälligen Protagonisten scharen, um ihn werben und so erotische wie komische Szenen entstehen. Demgegenüber stehen Action- und Erotikserien, in denen aggressive, muskelbepackte und sexuell aktive Helden Klischees und Wunschvorstellungen der Leser erfüllen. Diese Helden sind zugleich das Gegenstück des im Mädchen-Manga verbreiteten Männer-Idealtyps des schönen, androgynen Bishōnen. Darüber hinaus gibt es einen Anteil von Geschichten über lesbische Paare, dem Genre Yuri zuzuordnen. Science-Fiction und Fantasy sind seltener vertreten, jedoch gibt es auch Magazine, die sich darauf spezialisiert haben. Meist sind die Serien gewalthaltiger als im Shōnen-Bereich. Manche Serien richten sich gezielt an ein Fanpublikum (Otaku), indem sie die Fanszene selbst als Thema aufgreifen. Trotz häufiger und freizügiger Darstellung von Sex und Gewalt ist beides selten ausufernd, sondern eingebettet in den Geschichten. Dennoch kommt es hin und wieder zu Konflikten oder Skandalen um Serien, die im Verdacht stehen jugendgefährdend, diskriminierend oder gewaltverherrlichend zu sein.
Der Zeichen- und Erzählstil der Werke ist oft auf Betonung von Action ausgerichtet und macht daher viel Gebrauch von schnellem Wechsel der Blickwinkel, abwechslungsreicher Komposition, Speedlines, subjektiver Bewegung und Onomatopoesie. Den Ansprachemodus („mode of address“) des Seinen nennt Thomas Lamarre auf die Rolle des Beobachters konzentriert. Der Konsument sei, besonders bei Serien erotischen Inhalts, zuschauender Dritter des Geschehens bzw. als junger Mann insbesondere Betrachter der handelnden weiblichen Figuren. Darauf sei die Inszenierung der Manga wie auch Anime angelegt.

## Geschichte

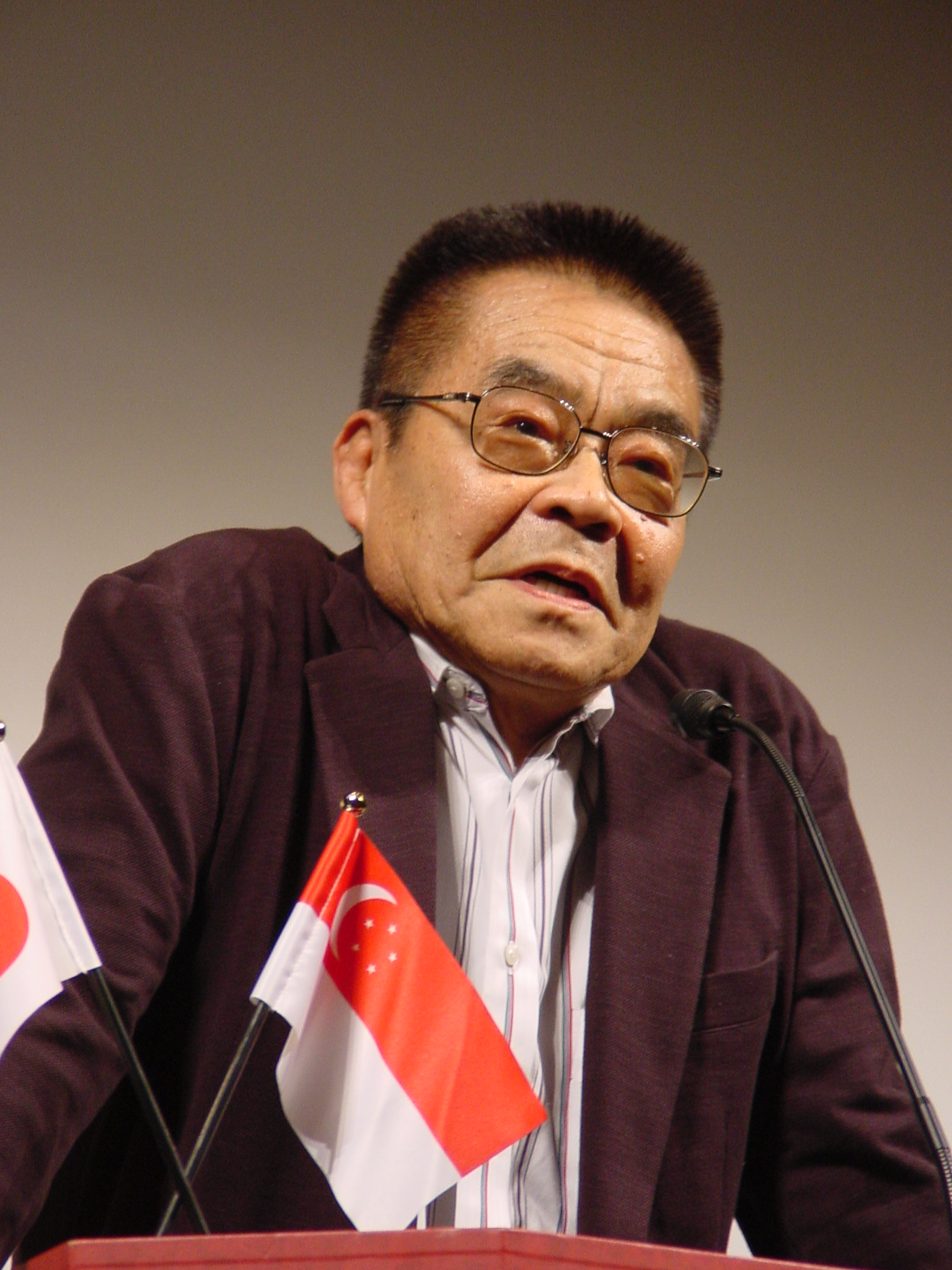
Yoshihiro Tatsumis Gekiga-Bewegung war eine der Wurzeln des Seinen-Manga

Der Seinen-Manga entwickelte sich um 1970 aus der Strömung der Gekiga-Manga. Diese Bewegung brachte seit den 1950er Jahren ernsthafte Geschichten, oft zu gesellschaftskritischen Themen in einem realistischeren Zeichenstil für ein erwachsenes Publikum heraus. Mit der Auflösung der Künstlergruppen und dem Bedeutungsverlust des Szene-Magazins Garo endete Gekiga in den 1970er Jahren als Bewegung von Künstlern – ihr Tätigkeitsfeld und Publikum ging in der breiter aufgestellten Gattung des Seinen auf. Dessen Grundlage war auch das Erwachsenwerden der mit Shōnen-Manga aufgewachsenen Nachkriegsgeneration. Entsprechend mischten sich die ernsthaften Themen und realistischeren Stile des Gekiga mit Eskapismus und Action des Shōnen. Als erstes Seinen-Manga-Magazin wird Manga Action angesehen, das ab 1967 erschien und unter anderem die erfolgreiche Serie Lupin III enthielt. Es folgten die Magazine Young Comic (1967), Play Comic (1968) und Big Comic (1968). Der Erfolg dieser Magazine wirkte sich auf die schon älteren Shōnen-Magazine aus, die nun auch Serien für ältere Leser boten. Laut Kulturhistoriker Tomafusa Kure gewannen Seinen-Serien auch dadurch Leser, dass die japanische Literatur sich im gleichen Zeitraum immer stärker auf psychologische Zustände konzentrierte und von erzählerischer Klarheit und von der Handlung getriebenen Geschichten abrückte und dabei das Interesse der meisten Leser verlor.
In den 1980er Jahren kamen weitere Magazine dazu, darunter besonders Morning, Afternoon und einige Ableger von Big Comic. Diese richteten sich an jüngere Männer der Mittelklasse, insbesondere Angestellte, und warben mit „qualitätvoller Unterhaltung wie in Romanen und Kinofilmen“. Action blieb aber auch hier ein wichtiges Handlungselement. Die Anfänge dieser Entwicklung gehen bis in das Jahr 1975 zurück. In den 1990er Jahren gab es Versuche, eigene Magazine für ältere Männer herauszugeben, darunter das Big Gold. Zielgruppe waren vor allem die gealterte Nachkriegsgeneration. Dies war jedoch wenig erfolgreich und die Veröffentlichung wurde wieder eingestellt. Stattdessen nahm die Leserschaft der bestehenden Seinen-Magazine zu. Diese begannen, Fortsetzungen von länger eingestellten Shōnen-Manga in ihr Programm aufzunehmen und so die älter gewordenen Fans dieser Serien anzusprechen.

## Magazine

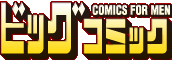
Logo des Magazins Big Comic

Neben den üblichen Manga-Magazinen erscheinen Seinen-Serien auch in an Männer gerichteten Lifestyle-Magazinen, darunter Weekly Post und Weekly Gendai. Zugleich bieten auch einige der Seinen-Manga-Magazine redaktionelle Beiträge, z. B. zu Filmen, und Interviews mit Schauspielern und Sportlern. Die stärker action- und erotikhaltigen Magazine haben oft das Wort „young“ im Titel und beinhalten neben den Mangaserien Pin-ups und ähnliches. Andere haben „Comic“ im Titel, was in Japan für anspruchsvollere, erwachsene Comics steht. Die in den Magazinen enthaltene Werbung thematisiert Videospiele, Lifestyle- und Kosmetikprodukte, Autos, Bier und Zigaretten, Musik und Filme sowie Partnervermittlungen. Seit der Hochzeit des Mangas Mitte der 1990er Jahre, als die Auflagenzahlen von Magazinen der Gattung bei bis zu 1,7 Millionen lagen, sind die Auflagen stark zurückgegangen. Die folgende Liste führt Magazine der Gattung mit einer Auflage über 200.000 im Jahr 2017.
| Titel                 | Auflage |
| --------------------- | ------- |
| Weekly Young Magazine | 395.000 |
| Weekly Young Jump     | 537.000 |
| Big Comic Original    | 500.000 |
| Manga Goraku          | 300.000 |
| Big Comic             | 295.000 |
| Manga Times           | 280.000 |
| Morning               | 210.000 |
| Young Champion        | 250.000 |